# Вермель, Евгений Матвеевич
Евгений Матвеевич Вермель (1904 — 20 июня 1972) — советский гистолог, профессор, заведующий кафедрой анатомии человека и гистологии Московского педагогического института (МГПИ) с 1939 по 1948 гг., декан факультета естествознания МГПИ в 1941—1947 гг., один из основоположников отечественной противоопухолевой химиотерапии.

## Биография
Окончил Московский Государственный Университет в 1925 г. В феврале 1925 сверхштатный сотрудник Тимирязевского института. После ухода А. Н. Северцова сотрудник НИИ Зоологии (НИИЗ) МГУ, помощник А. М. Быховской. В 1928 г. успешно окончил аспирантуру в институте зоологии МГУ и был оставлен на кафедре гистологии биологического факультета МГУ, где работал у профессора Н. В. Богоявленского. В 1930-х гг. сотрудник лаборатории гистологии НИИЗ МГУ. По другим сведениям с 1929 по 1938 гг. доцент кафедры гистологии МГУ. В этот период Е. М. Вермель занят изучением органелл клетки методами цито- и гистохимии, клеточного деления и биометрической кариологии. Опубликовано более 40 научных работ, 3 монографии.
С 1939 г. заведующий кафедрой анатомии и гистологии Московского педагогического института (МГПИ), профессор. В 1940 г. защищена докторская диссертация. В феврале 1941 г. назначен деканом факультета естествознания МГПИ. До войны преподавал эмбриологию и гистологию и в Московском Областном педагогическом институте.
В июле 1941 г. при формировании 5 Фрунзенской (впоследствии 113 стрелковой) дивизии (рубеж обороны Гарь—Каширино—Ямное—Выгорс (Смоленская область)) декан факультета естествознания МГПИ Вермель записывается рядовым ополченцем. В мае 1942 находился в Москве и работал на кафедре анатомии МГПИ.
В 1944 по инициативе Е. М. Вермеля издана книга А. Г. Гурвича «Теория биологического поля». Вермель был редактором этой книги, за что позднее вместе с автором подвергся критике.
В 1945 г. во Всесоюзном научно-исследовательском химико-фармацевтическом институте им. С. Орджоникидзе по инициативе Е. М. Вермеля организована первая в СССР лаборатория по химиотерапии рака.
В 1947 смещен с поста декана. В 1948 г. после сессии ВАСХНИЛ уволен с кафедры анатомии и гистологии МГПИ как «вейсманист-морганист». Какое-то время работал простым лаборантом. С 1949 по 1953 редактор и составитель сборников «Современные проблемы онкологии, серия А».
С 1953 г и до конца жизни работал во Всесоюзном институте информации АН СССР, где заведовал сектором медицинской биологии, был членом редакционной коллегии реферативного журнала «Биология». Все экспериментальные и клинические исследования в этот период Е. М. Вермель проводил на общественных началах. Так в 1962 гг. Е. М. Вермель вместе с И. А. Рапопортом обратились к Н. М. Эмануэлю, директору института Химической физики АН СССР, с идеей изучения противоопухолевой активности производных нитромочевины. Была создана лаборатория по изучению противоопулевых препаратов. Первые опыты дали положительные результаты. Было открыто первое эффективное противораковое средство — нитрозометилмочевина. Также на общественных началах Е. М. Вермель принимал участие в работе ВИЛАР, Московского областного онкологического диспансера, Московской клинической больницы № 1 им. Н. И. Пирогова и других учреждений, связанных с химиотерапией рака. Всего по этой теме Е. М. Вермелем опубликовано более 50 научных работ.
Через Б. С. Кузина и брата, Ю. М. Вермеля, был знаком с О. Э. Мандельштамом.
Похоронен на Новодевичьем кладбище, 3 участок.

## Семья
- Жена — Ольга Павловна Вермель-Померанцева, концертмейстер и музыкальный педагог, составитель музыкальный изданий «Вокализы русских и советских композиторов» (М.: Музыка, 1965), «Вокальные этюды» (М.: Музыка, 1964, 1971 и 1974).
- Сыновья:
  - Андрей Евгеньевич Вермель (30 октября  1932 — 21 ноября 2006), доктор медицинских наук, профессор, автор монографии «Профессиональная бронхиальная астма» (М.: Медицина, 1966).
  - Сергей Евгеньевич Вермель, пианист, заведующий мастерской инструменталистов и чтецов КФО Москонцерт.
- Брат — Юлий Матвеевич Вермель (1906—1938), зоолог, один из первых биологов развития.
- Сестра — Софья Матвеевна Вермель (1909—1979)[11], певица, солистка Московского театра оперетты.
- Двоюродный брат — Дмитрий Сергеевич Усов (1896—1943), поэт-переводчик[12].

## Труды
- Вермель Е. М. Клетка и организм: (жизнь клетки тела вне организма). 1928.
- Вермель Е. М. Закон постоянства минимальных клеточных размеров // Уч. зап. МГУ. 1935. Вып. 4. Биология. С. 7—13.
- Вермель Е. М., Португалов В. В. О доказательствах ритмичности роста размера клеток // Уч. зап. МГУ. 1935. Вып. 4. Биология. С. 14—21.
- Вермель Е. М. Основные этапы в развитии учения о клетке (к 100-летию клеточной теории) 1839—1939 гг. М.: Учпедгиз. 1940. 145, [3] c.
- Вермель Е. М., Маневич Э. Д. (ред.). Влияние ионизирующих излучений на организм. Проблемы трансплантации и регенерации. Сер.: «Итоги науки». Вып. 1962 г. 1964. 168 с.
- Вермель Е. М., История учения о клетке, М., 1970.